# Nitrofurantoína
La nitrofurantoína (DCI) es un fármaco utilizado en el tratamiento de las infecciones urinarias no complicadas. Es activa contra la mayoría de bacterias gram positivas y gram negativas. A pesar de que las sulfamidas y otros antibacterianos suelen ser los tratamientos de primera elección para las infecciones del tracto urinario, la nitrofurantoína se emplea habitualmente con fines preventivos y en tratamientos de supresión a largo plazo. Está incluida en la Lista de Medicamentos Esenciales de la Organización Mundial de la Salud.
Como consecuencia del rápido desarrollo en numerosos microorganismos patógenos de resistencias a antibióticos y ante la improbabilidad de que vaya a disponerse de nuevas alternativas en un futuro próximo, puede ser necesario recurrir a antiguos antiinfecciosos, como la nitrofurantoína, a pesar de sus riesgos conocidos.

## Descripción
La nitrofurantoína a temperatura ambiente es un sólido pulverulento o cristalino de color amarillo, inodoro y de sabor amargo. Puede formar cristales aciculares de color naranja amarillento cuando se encuentra combinado con ácido acético diluido. Funde a 263 grados Celsius y es ligeramente soluble en etanol y prácticamente insoluble en agua o éter etílico.

## Farmacocinética
La biodisponibilidad por vía oral es del 90%, pudiendo alcanzar niveles mayores cuando el fármaco se diluye debido al retraso del vaciamiento gástrico o a la presencia de alimentos. La absorción se lleva a cabo fundamentalmente en el intestino delgado. La nitrofurantoína alcanza posteriormente el hígado, donde una fracción del total es metabolizada a aminofurantoína. El fármaco restante se distribuye por el aparato circulatorio, alcanzando su máximo nivel plasmático 1,5 horas después de su administración. La proporción de fármaco que se une a proteínas plasmáticas es variable, con un rango que abarca desde el 20 hasta el 60% según varias fuentes. Solo se alcanzan concentraciones terapéuticas en el tracto génito-urinario, con una semivida de eliminación de 25 minutos que puede llegar a una hora en pacientes con insuficiencia renal grave. Un 40% de la dosis administrada se excreta inalterada en orina.

## Farmacodinámica
La nitrofurantoína es en realidad un profármaco que la propia bacteria activa mediante flavoproteínas como la nitrofurano reductasa que reducen la molécula para obtener sustancias intermedias que alteran los ribosomas y otras macromoléculas bacterianas. Como resultado, el fármaco interfiere en varias rutas enzimáticas vinculadas a la respiración celular, el metabolismo glucídico y la síntesis de proteínas, ADN, ARN y la pared bacteriana. Esta acción simultánea sobre tres procesos distintos puede explicar la dificultad de las bacterias atacadas para desarrollar resistencias. Tiene un efecto bacteriostático o bactericida dependiendo de la concentración empleada y del organismo infectante.
Actúa sobre bacterias gram positivas y gram negativas, mostrándose más eficaz con estas últimas, especialmente cuando se trata de especies pertenecientes a la familia de las enterobacteriáceas. También ha probado ser eficaz frente a Corynebacterium, estafilococos y estreptococos , tanto del grupo D como viridans. No tiene actividad ante Pseudomonas, Serratia y Providencia. Debe tenerse en cuenta la resistencia natural a nitrofurantoína que presentan la especie Proteus mirabilis y otros miembros del mismo género.

### Interacciones
Las interacciones farmacológicas más importantes se resumen en el siguiente cuadro.
| Fármacos que interaccionan con nitrofurantoína | |
| Fármaco.                                       | Resultados de la interacción. |
| •Ácido nalidíxico                              | Posible inhibición del efecto antibacteriano del ácido nalidíxico al administrarse conjuntamente.                                                                     |
| •Anticolinérgicos                              | Fármacos como propantelina reducen la motilidad intestinal, provocando un aumento de la biodisponibilidad oral de la nitrofurantoína que puede tener efectos tóxicos. |
| •Fenitoína                                     | La nitrofurantoína puede inducir el metabolismo hepático de la fenitoína, disminuyendo sus niveles plasmáticos hasta perder la actividad.                             |
| •Probenecid                                    | Posible potenciación de la toxicidad de la nitrofurantoína al reducirse su eliminación renal                                                                          |

Actualmente, según la legislación vigente en México, la nitrofurantoína pasó de ser un antiinfeccioso sistémico a un antibiótico.

## Uso clínico
La nitrofurantoína es una alternativa terapéutica al trimetoprim en infecciones urinarias no complicadas como pielonefritis, prostatitis o uretritis y ha dado buenos resultados en la profilaxis de la cistitis recurrente femenina asociada al coito. Sin embargo, no ha demostrado ser igualmente efectiva contra bacterias vaginales. También se utiliza como profiláctico antes de proceder a intervenciones o exploraciones urológicas.
La Aemps desde su nota informativa de seguridad del 22/07/2016 recomienda que Nitrofurantoína debe utilizarse solamente  para el tratamiento de la cistitis aguda, con un máximo de días de tratamiento de 7. No está indicada en varones o en infecciones de vías urinarias altas, ni como uso profiláctico (https://www.aemps.gob.es/informa/notasInformativas/medicamentosUsoHumano/seguridad/2016/NI-MUH_FV_16-nitrofurantoina.htm).

### Efectos adversos
Las reacciones adversas al fármaco son en general frecuentes y en ciertos casos pueden revestir importancia. Ante la aparición de alguno de los siguientes síntomas y signos clínicos, el paciente debe suspender inmediatamente el tratamiento: fiebre, escalofríos, tos, dolor torácico, disnea, erupciones o palidez cutáneas, hormigueo en los dedos o vómitos. Para la evaluación de las reacciones adversas (RAM) deben tenerse en cuenta los criterios de la CIOSM.
AEMPS introduce en 2016 nuevas contraindicaciones y precauciones de uso después de haber recibido notificación de casos graves de reacciones adversas con nitrofurantoína, como:
Alteraciones del aparato respiratorio: fibrosis pulmonar, neumonitis intersticial.
Alteraciones de tipo hepatobiliar: hepatitis citolítica, hepatitis colestásica, y en tratamientos de más de 6 meses, cirrosis, necrosis hepática y hepatitis fulminante.
Un porcentaje significativo de estas reacciones graves ocurrieron después de un uso prolongado de nitrofurantoína durante uno o varios años.

| Reacciones adversas a nitrofurantoína |                 | |
| Sistema implicado                     | Grupo CIOSM     | Tipo de reacción |
| Aparato digestivo                     | Frecuentes      | Náuseas, vómitos, perdida de apetito |
| Aparato digestivo                     | Poco frecuentes | Diarrea, dolor abdominal |
| Aparato digestivo                     | Raros           | Pancreatitis, hepatitis, ictericia colestática |
| Sistema nervioso                      | Poco frecuentes | Neuropatía periférica, parestesia |
| Sistema nervioso                      | Raros           | Mareos, cefalea, neuralgia del trigémino, hipertensión intracraneal                                                                               |
| Aparato respiratorio                  | Poco frecuentes | Disnea, eosinofilia pulmonar |
| Aparato respiratorio                  | Raros           | Depresión respiratoria |
| Aparato locomotor                     | Raros           | Artralgia, mialgia |
| Sistema genitourinario                | Raros           | Cristaluria |
| Piel y tejido subcutáneo              | Raros           | Urticaria, fotodermatitis, dermatitis exfoliativa, erupciones exantemáticas, eritema multiforme, prurito, angioedema, síndrome de Stevens-Johnson |
| Sangre y sistema linfático            | Muy raros       | Anemia hemolítica, agranulocitosis, leucopenia, trombocitopenia, anemia megaloblástica                                                            |
| Otros                                 | Muy raros       | Astenia, somnolencia, reacción anafiláctica |

El tratamiento con nitrofurantoína puede producir neuropatía periférica, especialmente en pacientes con insuficiencia renal o diabetes mellitus. Se recomienda utilizar la menor dosis efectiva y suspender el tratamiento en caso de que se detecte cualquier síntoma de esta enfermedad.
No existen pruebas suficientes de que este fármaco resulte carcinógeno en humanos y en animales las pruebas son escasas, por lo que la Agencia Internacional para la Investigación del Cáncer de la Organización Mundial de la Salud considera que no puede ser clasificado respecto a su carcinogenicidad en humanos.
La sobredosis es poco corriente y las reacciones agudas derivadas cursan con vómitos y molestias gastroinstestinales. La información disponible es escasa, pero se considera que los síntomas de toxicidad suelen deberse a reacciones de hipersensibilidad.

### Contraindicaciones
Insuficiencia renal con un aclaramiento de creatinina inferior a 45 ml/min. No obstante, se podría utilizar en pacientes con cifras de aclaramiento entre 30 y 44 ml/min en casos de antecedentes o sospecha de infección por microorganismos multirresistentes con la vigilancia adecuada. Esta misma precaución debe tenerse en  pacientes de edad avanzada por la posible alteración de la función renal.
El uso de nitrofurantoína en embarazadas que presenten deficiencia de la enzima glucosa-6-fosfato deshidrogenasa no se recomienda ya que puede originar anemia hemolítica en la madre y en el feto. No se acepta el uso del fármaco en las últimas semanas del embarazo ni durante el parto. De forma general, sólo se admite su uso en gestantes cuando no exista un tratamiento alternativo más seguro.
La cantidad de fármaco que se excreta en la leche materna es muy pequeña. A pesar de ello, la Academia Pediátrica Americana recomienda extremar las precauciones en madres con hijos lactantes que presenten deficiencia de glucosa-6-fosfato deshidrogenasa debido al riesgo de hemólisis. En niños menores de un mes se desaconseja el uso de nitrofurantoína debido a que la inmadurez enzimática del neonato facilita la aparición de cuadros hemolíticos.